# Миротворцы (Легенда о Корре)
«Миротворцы» (англ. Peacekeepers) — пятый эпизод второго сезона американского мультсериала «Легенда о Корре».

## Сюжет
Команда Аватара возвращается в Республиканский город. Корра собирается поддерживать своё южное племя Воды на митинге. Помощница Варика договорилась о встрече с президентом Райко, чьим спонсором он был. Уналак обсуждает план действий со своим помощником, а потом говорит своим детям найти Аватара, потому что она всё ещё нужна ему для открытия северного портала. Тем временем Мило пытается дрессировать лемура, но у него не получается, и отец Тензин хочет ему помочь. Вечером Корра ведёт мирный протест южного племени против действий северян. Полицейский Мако, следящий за мероприятием, замечает каких-то подозрительных людей, которые убегают, а затем случаются взрывы по их вине. Мако тушит огонь, а Корра считает, что это дело рук северян. Тем же вечером Варик приводит Болина на спортивную арену, где у него берут блиц-интервью перед болельщиками. На следующий день Корра и Варик встречаются с президентом, прося о помощи в военном конфликте, но получают отказ. Аватар рассказывает об этом Мако, но не получает поддержки, и ругается с парнем. Корра идёт поговорить с Вариком, и к ней присоединяется Асами, которая беспокоится за свою бизнес-компанию. Варик предлагает обратиться к Объединённым Силам напрямую, и Аватар решает поговорить с генералом Айро, а Асами продаст меха-танки своей компании южному племени для войны. Варик также показывает заготовку документального фильма, который должен сподвигнуть народ на борьбу с северянами и в котором будет сниматься Болин.
Болин рассказывает обо всём брату, но тот не думает, что обратиться к Айро без ведома президента — хорошая идея. Он рассматривает фотографии людей и видит человека, напавшего на культурный центр. Мако идёт доложить об этом начальству. Мило продолжает дрессировать лемура. Президент Райко ругает начальницу полиции Лин Бейфонг, и на их встречу, по предложению коллег-шутников, заходит Мако, которого выставляют за дверь и говорят доложить информацию тем коллегам. Он рассказывает, что члена банды «Агни Кай» наняли, чтобы подставить северян, будто бы они виноваты во взрывах на мероприятии. Коллеги ему не особо верят и продолжают считать виновниками северное племя Воды. Президент решает пообщаться с Мако и выпытывает у него, что задумала Корра. Та тем временем обращается за помощью к генералу Айро и он соглашается помочь, но к ним является президент и отчитывает за действия за его спиной. Когда он уходит, Айро предлагает Корре обратиться к его матери, Хозяйке Огня, ведь она и дед были друзьями Аватара. Болин снимается в кино, и к нему приходит Корра, просящая последить за Нагой, пока её не будет. Он пробалтывается, что рассказал о их планах Мако, и Аватар понимает, что это он сдал её президенту. Мило удаётся воспитать несколько лемуров. Корра приходит в полицейский участок и ругается со своим парнем, вследствие чего они расстаются. Затем Аватар плывёт в страну Огня, но её догоняют Эска и Десна. В ходе сражения появляется дух, нападающий на Корру. Она пытается усмирить его через состояние Аватара, но ей это не удаётся, и дух бросается с ней в глубь моря. Эска и Десна уходят.

## Отзывы

Динамика оценок IGN к эпизодам 2 сезона мультсериала

Макс Николсон из IGN поставил эпизоду оценку 8,4 из 10, и ему «особенно понравилось, что Мако не был полностью уверен в том, что за бомбардировкой стояли северяне, несмотря на яростную настойчивость Корры, утверждающую обратное». Критику также «было круто увидеть короткую встречу Корры с генералом Айро». Ещё рецензент «наслаждался дрессировкой лемура, проводимой Мило и Тензином». Эмили Гендельсбергер из The A.V. Club поставила эпизоду оценку «B» и отметила, что Мако «находится в сложной серой зоне, из-за чего на него постоянно орут».
Майкл Маммано из Den of Geek дал эпизоду 3 звезды из 5 и похвалил «солидный сюжет, хорошее развитие персонажей и некоторые интересные идеи, над которыми можно поразмышлять». Главный редактор The Filtered Lens, Мэтт Доэрти, поставил серии оценку «B+». Мордикая Кнода из Tor.com сильно завлекло «расставание Корры и Мако» в этом эпизоде.
Эпизод собрал 1,1 миллиона зрителей у телеэкранов США.